# Guanetidina

Esquema da guanetidina

Guanetidina é um anti-hipertensivo que atua inibindo seletivamente a neurotransmissão adrenérgica nos nervos pós-ganglionares. Acredita-se que atua principalmente prevenindo a liberação de norepinefrina das terminações nervosas, além de causar depressão periférica da norepinefrina nas terminações nervosas simpáticas, bem como em tecidos.